# Curt Siewert
Curt Siewert (Oberförsterei Ratzeburg, Kelet-Poroszország, 1899. április 5. – Hannover, 1983. június 13.) német katona. A porosz születésű Siewert a második világháborúban teljesített szolgálataiért megkapta a Vaskereszt Lovagkeresztjét. 1945 és 1948 között a szövetségesek hadifoglya volt. 1956 és 1960 között a német Wehrmacht tagja volt.